# Centro de Interpretación de la Mujer en la Guerra Civil
El Centro de Interpretación de la Mujer en la Guerra Civil es un centro expositivo ubicado en la ciudad española de Navalagamella (Madrid) dedicado a difundir el papel que tuvieron las mujeres durante la Guerra Civil Española (1936-1939).

## Ubicación
Este centro se encuentra ubicado en la calle Cañito número 1 del municipio de Navalagamella en un edificio llamado las Antiguas Escuelas, un edificio emblemático del año 1892. Edificio rehabilitado por la acción de Jesús Moreno.

## Descripción
Dentro de este edificio encontramos una serie de paneles informativos que nos cuentan la situación y de las acciones que llevaron a cabo las mujeres durante el conflicto armado de los años 30. Además de eso se exponen también carteles de aquellos años, vídeos, uniformes e ilustraciones.
Se trata de un pequeño museo que nos acerca a la vida de aquellas mujeres que lucharon en ambos y también de aquellas que se mantuvieron en un segundo plano. A pesar de su humilde situación es un espacio de aprendizaje e información muy cercano al visitante.

## Historia
La localidad de Navalagamella cuenta además con muchas construcciones realizadas durante la Guerra Civil. Desde el ayuntamiento de la localidad se han propuesto conservar para atraer visitantes al municipio. Esta localidad cuenta con un gran patrimonio de construcciones en su mayoría fortificaciones del conflicto, de hecho hay unos 127 búnkeres, un campamento militar y una construcción tipo BlockHaus.
Este gran conjunto patrimonial se sitúa en la localidad de Navalagamella por ser un punto estratégico en la conquista de Madrid. Se registraron muchos enfrentamientos en la zona, entre los que destaca la Batalla de Brunete. Navalagamella fue un punto importante para el desarrollo de las operaciones durante la guerra, algo que muestran estas estructuras. 

### Campamento Militar “La Peña”

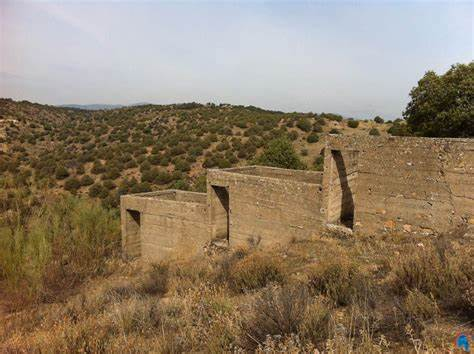
Vista de los barracones del campamento.

Localizado en una ladera de las colinas próximas de la localidad. Se puede apreciar el conjunto de unos seis grupos de edificaciones, identificadas como barracones donde descansaban las tropas u oficiales y construidos hacia el año 1937. Para salvar el desnivel de la ladera están edificados en forma de escalera. También se encuentran restos de lo que fue una ermita, pero su estado es muy deteriorado y solo se conservan unas pocas paredes.
En una zona más alejada del poblado militar se halla otra construcción. Por su estructura se puede identificar como un lugar de almacenamiento de armas o material explosivo, es decir, un polvorín.
Además de estas construcciones, alrededor del campamento se han encontrado diversas trincheras y nidos de ametralladoras. También fueron hallados objetos del día a día de las tropas que se encontraban allí apostadas durante la guerra.

### Posición Alamedilla

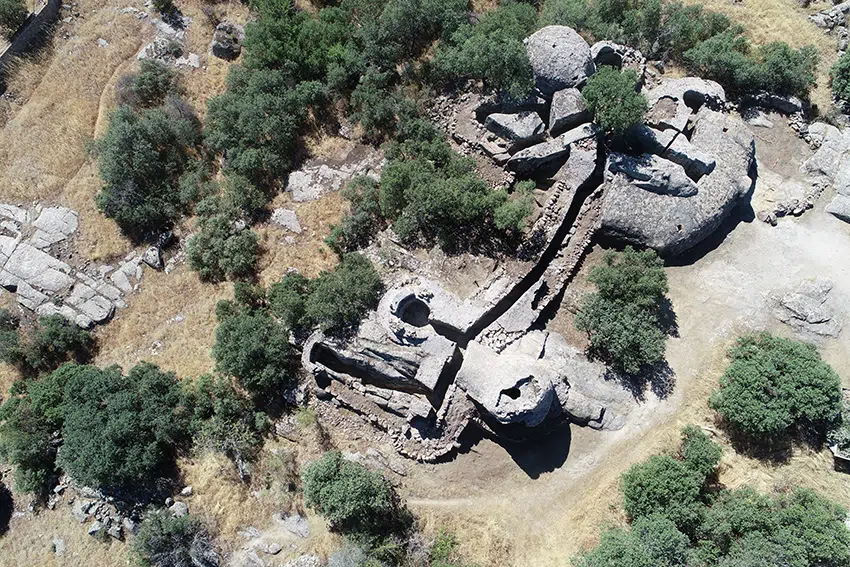
Vista aérea de la posición Alamedilla.

Emplazado en el punto más alto de una colina al este de la localidad, está la llamativa estructura que se identifica como un fortín tipo blockhaus. Fue construida en plena guerra, en el año 1938. La estructura se puede dividir en dos, diferenciando dos fortines, uno utilizado como puesto de mando y que se comunica a través de una trinchera con el otro fortín, que tenía una función simplemente defensiva. En la propia estructura también se observan varios nidos de ametralladoras y parapetos en forma circular.                                   
Tanto los materiales utilizados, como el hormigón y el granito, y la propia forma de la estructura ayudan a mimetizarse de forma muy efectiva en el entorno del pico de esta colina.

### Posición Calvario

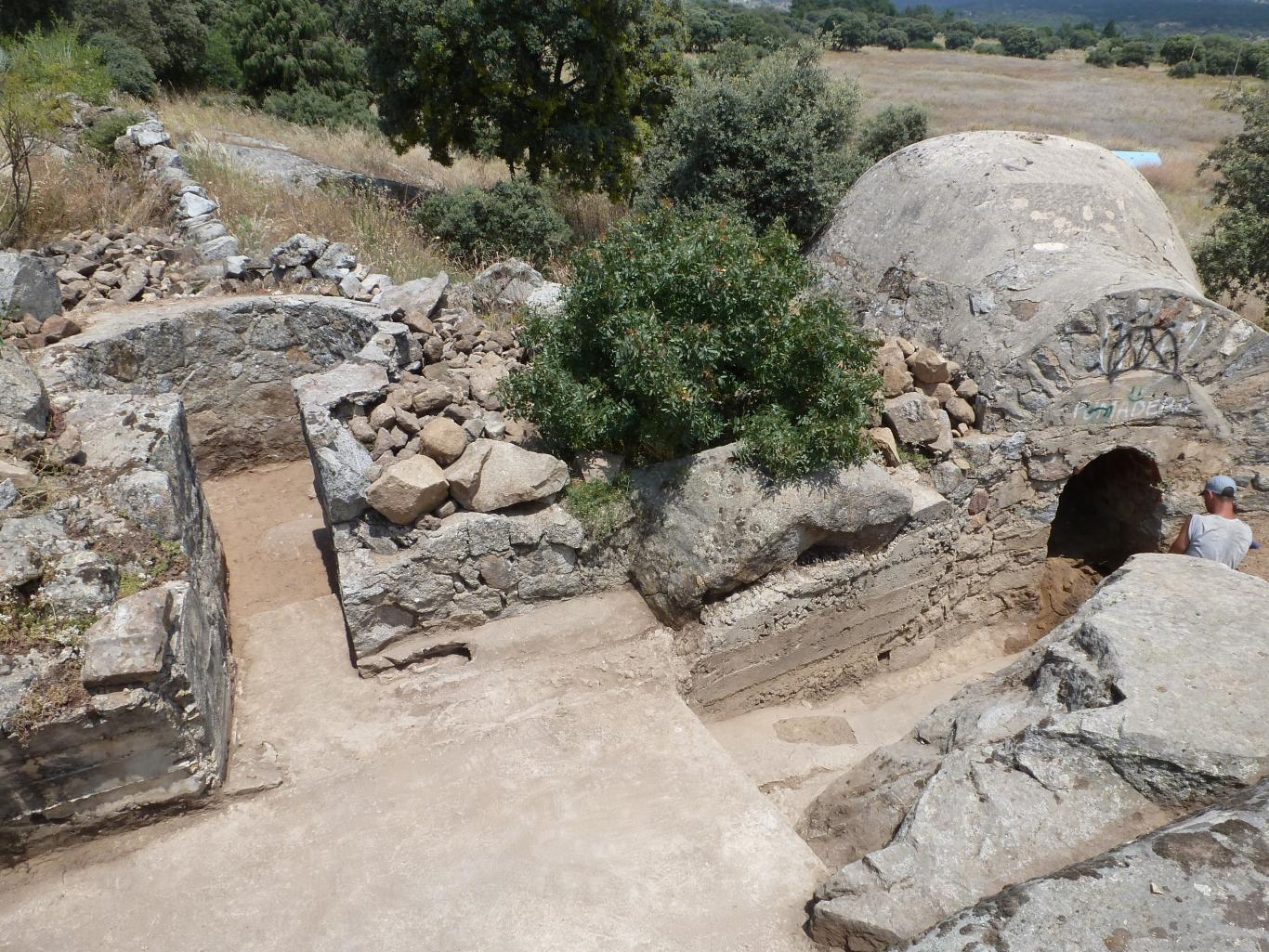
Interior de la fortificación de la posición Calvario

Esta es la fortificación más conocida de la población de Navalagamella por su gran cercanía al propio pueblo. Se encuentra al este, a pocos metros de la Iglesia de Nuestra Señora de la Estrella, situada en la localidad. Se trata de una estructura muy parecida a la de la posición Alamedilla, pero en este caso mucho mayor en tamaño. Construida a finales de 1938, es una edificación muy fortificada por materiales, como el hormigón y el granito. En su interior, hay una zona de almacenamiento en forma semicircular de muy buen tamaño para resistir los posibles ataques del enemigo durante varios días. Toda la estructura está conectada a través de una trinchera excavada sobre la propia roca del emplazamiento, que comunica con varios fortines y puestos de tirador.
La forma de la propia construcción ayuda al camuflaje en el paisaje ya que, a simple vista, parece un afloramiento rocoso dentro de la vegetación de la zona.

## Turismo
Navalagamella ha mostrado un gran interés por su patrimonio histórico. En algunos emplazamientos se han realizado trabajos arqueológicos y de conservación de estructuras, acciones llevadas a cabo en la búsqueda del fomento del turismo local. Además, desde el ayuntamiento se promocionan varias rutas senderistas que pasan por estos puntos.